# 大行社
大行社（たいこうしゃ）は、稲川会傘下の右翼団体（街宣右翼）である。

## 来歴
大正13年（1924年）6月11日　清水行之助が後藤新平のほか、有力諸賢の後援を得て設立。戦後永らく休眠状態にあったが、昭和56年（1981年）に、稲川会の二次団体三本杉一家総長・岸悦郎が旧知の関係である清水の要請から大行社を再興した。清水は同年7月24日の再興発会式目前の6月22日に他界。発会式には稲川会初代会長の稲川聖城や住吉連合代表の堀政夫が列席した。岸は公式には堅気でありながら稲川会長との縁は切れないとして、「任侠右翼」であることを認めていた。

## 情勢
- 本部　東京都港区芝4-5-12 三田ハイツ1004
- 構成員約200人
- 全国各所に「連合」「支部」「支局」「塾」を置く

## 歴代会長・役員
- 創立者　清水行之助
- 再興初代　岸悦郎（初代総師）
- 2代目　三本菅啓二（総師）
- 3代目　　石井忠彦（顧問）
- 4代目　　丸川仁
- 理事長　早瀬内海
- 常任相談役　大胡幸平
- 幹事長　林龍二
- 本部長　村田雅昇

## 選挙立候補
平成元年（1989年）の第15回参議院議員通常選挙に大行社が創設した「大行社政治連盟」が出馬し、比例代表区に丸山孝（名簿搭載順位第1位）・石川佐智子（「日本教育正常化促進連盟」代表）ら9名の候補者を擁立するも全員落選（得票24030）し、供託金没収。また宮城県選挙区に元日本社会党衆議院議員（1期）千葉佳男を擁立するも落選（7名中7位、得票9000）、供託金没収となっている。大行社政治連盟は稲川会からは独立した政治団体である。
大行社からは、平成12年（2000年）の第42回衆議院議員総選挙で、東京1区から当時の運動本部長であった丸川仁が立候補、横田めぐみさんをはじめとする北朝鮮による拉致被害者の救出を訴えるとともに、北朝鮮の国際犯罪を糾弾したが最下位落選、供託金を没収されている。

## 事件
昭和61年（1986年）10月3日、福島県郡山市の道路で車を運転していた大行社構成員3人が、茨城大学2年の学生の車に追い越されたことに立腹し、車を停車させ、石で学生の頭を殴りつけるなどの暴行を加え殺害した。その後、大行社構成員3人は、茨城大学学生の遺体を、米沢市内の沢に遺棄した。
平成16年（2004年）11月1日、大成建設本社受付で大行社構成員木川智が拳銃１発を発砲、社長との面会を求めて同社応接室に案内されたが立てこもる形となった。その後、駆けつけた警察の説得に応じて現行犯逮捕。木川は2008年に釈放され、大行社創設時に安藤組大幹部・花田瑛一が起こした大行塾を再興し塾長に任ぜられるも、2016年に大行社を除名。後、政治団体「花瑛塾」を結成。
平成26年（2014年）4月、安倍晋三首相の辞任を求め、大行社構成員中村之菊が自民党本部正門前にて本部建物へ向けて消火器を噴射し身柄を確保される。中村も木川と共に2016年に大行社から除名され、「花瑛塾」に移る。